# Caulocera
Caulocera är ett släkte av fjärilar. Caulocera ingår i familjen björnspinnare.
Kladogram enligt Catalogue of Life:
| Caulocera | \| \| Caulocera crassicornis \| \| \| \| \| \| Caulocera xantholopha \| \| \| \| |
|           | \| \| Caulocera crassicornis \| \| \| \| \| \| Caulocera xantholopha \| \| \| \| |
|           | Caulocera crassicornis                                                           |
|           |                                                                                  |
|           | Caulocera xantholopha                                                            |
|           |                                                                                  |